# Minotauria fagei
Minotauria fagei är en spindelart som först beskrevs av Josef Kratochvíl 1970.  Minotauria fagei ingår i släktet Minotauria och familjen ringögonspindlar. Inga underarter finns listade i Catalogue of Life.